# هومر (لويزيانا)
هومر (بالإنجليزية: Homer, Louisiana)‏ هي بلدة أمريكية تقع في الولايات المتحدة في لويزيانا. يقدر عدد سكانها بـ 3,237 نسمة .

## التركيبة السكانية
حدّد مكتب تعداد الولايات المتحدة بيانات التركيبة السكانية لهومر في تعداد الولايات المتحدة. في ما يلي، التركيبة السكانية حسب تعدادي 2000 و2010.

### تعداد عام 2000
بلغ عدد سكان هومر 3,788 نسمة بحسب تعداد عام 2000، وبلغ عدد الأسر 1,431 أسرة وعدد العائلات 977 عائلة مقيمة في البلدة. في حين سجلت الكثافة السكانية 313.8 نسمة لكل كيلومتر مربع (812.7/ميل2). وبلغ عدد الوحدات السكنية 1,709 وحدة بمتوسط كثافة قدره 141.6 لكل كيلومتر مربع (366.7/ميل2).
وتوزع التركيب العرقي للبلدة بنسبة 37.80% من البيض و61.30% من الأمريكيين الأفارقة و0.16% من الأمريكيين الأصليين و0.21% من الأمريكيين ذوي الأصول الآسيوية و0.13% من الأعراق الأخرى و0.40% من عرقين مختلطين أو أكثر و0.90% من الهسبانيون أو اللاتينيون من أي عرق.
بلغ عدد الأسر 1,431 أسرة كانت نسبة 38% منها لديها أطفال تحت سن الثامنة عشر تعيش معهم، وبلغت نسبة الأزواج القاطنين مع بعضهم البعض 38.9% من أصل المجموع الكلي للأسر، ونسبة 23.7% من الأسر كان لديها معيلات من الإناث دون وجود شريك، بينما كانت نسبة 5.7% من الأسر لديها معيلون من الذكور دون وجود شريكة وكانت نسبة 31.7% من غير العائلات. تألفت نسبة 29.6% من أصل جميع الأسر من عدة أفراد يعيشون في نفس المنزل ونسبة 15% كانت تتألف من شخص يعيش بمفرده يبلغ من العمر 65 عاماً أو أكثر. وبلغ متوسط حجم الأسرة المعيشية 2.61، أما متوسط حجم العائلات فبلغ 3.22.
بلغ العمر الوسطي للسكان 34.3 عاماً. وكانت نسبة 30.6% من القاطنين تحت سن الثامنة عشر، وكانت نسبة 7.6% بين الثامنة عشر والرابعة والعشرين عاماً، ونسبة 24.6% كانت واقعةً في الفئة العمرية ما بين الخامسة والعشرين والرابعة والأربعين عاماً، ونسبة 19.2% كانت ما بين الخامسة والأربعين والرابعة والستين، ونسبة 16.4% كانت ضمن فئة الخامسة والستين عاماً فما فوق. يوجد لكل 100 أنثى 84.1 ذكر، ويوجد لكل 100 أنثى في الثامنة عشر من عمرها فما فوق 77.7 ذكر.
بلغ متوسط دخل الأسرة في البلدة 23,646 دولارًا، أما متوسط دخل العائلة فبلغ 28,199 دولارًا. وكان متوسط دخل الذكور 26,563 دولارًا مقابل 20,777 دولارًا للإناث. وسجل دخل الفرد الخاص بالبلدة 12,811 دولارًا. وكانت نسبة 22.9% من العائلات ونسبة 31.5% من السكان تحت خط الفقر، وكان من هؤلاء نسبة 45.7% تحت سن الثامنة عشر ونسبة 17.6% في الخامسة والستين من العمر وما فوق.

### تعداد عام 2010
بلغ عدد سكان هومر 3,237 نسمة بحسب تعداد عام 2010، وبلغ عدد الأسر 1,305 أسرة وعدد العائلات 846 عائلة مقيمة في البلدة. في حين سجلت الكثافة السكانية 268.2 نسمة لكل كيلومتر مربع (694.6/ميل2). وبلغ عدد الوحدات السكنية 1,619 وحدة بمتوسط كثافة قدره 134.1 لكل كيلومتر مربع (347.3/ميل2).
وتوزع التركيب العرقي للبلدة بنسبة 32.99% من البيض و64.32% من الأمريكيين الأفارقة و0.06% من الأمريكيين الأصليين و0.83% من الأمريكيين ذوي الأصول الآسيوية و0.40% من الأعراق الأخرى و1.39% من عرقين مختلطين أو أكثر و1.39% من الهسبانيون أو اللاتينيون من أي عرق.
بلغ عدد الأسر 1,305 أسرة كانت نسبة 35.2% منها لديها أطفال تحت سن الثامنة عشر تعيش معهم، وبلغت نسبة الأزواج القاطنين مع بعضهم البعض 30.5% من أصل المجموع الكلي للأسر، ونسبة 29.3% من الأسر كان لديها معيلات من الإناث دون وجود شريك، بينما كانت نسبة 5% من الأسر لديها معيلون من الذكور دون وجود شريكة وكانت نسبة 35.2% من غير العائلات. تألفت نسبة 31.3% من أصل جميع الأسر من عدة أفراد يعيشون في نفس المنزل ونسبة 16.1% كانت تتألف من شخص يعيش بمفرده يبلغ من العمر 65 عاماً أو أكثر. وبلغ متوسط حجم الأسرة المعيشية 2.48، أما متوسط حجم العائلات فبلغ 3.10.
بلغ العمر الوسطي للسكان 36.2 عاماً. وكانت نسبة 27.7% من القاطنين تحت سن الثامنة عشر، وكانت نسبة 10.4% بين الثامنة عشر والرابعة والعشرين عاماً، ونسبة 21.7% كانت واقعةً في الفئة العمرية ما بين الخامسة والعشرين والرابعة والأربعين عاماً، ونسبة 24.3% كانت ما بين الخامسة والأربعين والرابعة والستين، ونسبة 15.8% كانت ضمن فئة الخامسة والستين عاماً فما فوق. وتوزع التركيب الجنسي للسكان بنسبة 45.9% ذكور و54.1% إناث.

## أعلام
- بول لوي
- جون سيدني غاريت
- شيريل فورد
- فون وافر
- جيمس اندروز